# Четатеа де Балта (Алба)
Четатеа де Балта (рум. Cetatea de Baltă) насеље је у Румунији у округу Алба у општини Четатеа де Балта. Oпштина се налази на надморској висини од 297 m.

## Становништво
Према подацима из 2011. године у насељу је живело 2031 становника.